# EMP3
EMP3 (англ. Epithelial membrane protein 3) – білок, який кодується однойменним геном, розташованим у людей на короткому плечі 19-ї хромосоми. Довжина поліпептидного ланцюга білка становить 163 амінокислот, а молекулярна маса — 18 429.
| 10         |  | 20         |  | 30         |  | 40         |  | 50         |
| ---------- |  | ---------- |  | ---------- |  | ---------- |  | ---------- |
| MSLLLLVVSA |  | LHILILILLF |  | VATLDKSWWT |  | LPGKESLNLW |  | YDCTWNNDTK |
| TWACSNVSEN |  | GWLKAVQVLM |  | VLSLILCCLS |  | FILFMFQLYT |  | MRRGGLFYAT |
| GLCQLCTSVA |  | VFTGALIYAI |  | HAEEILEKHP |  | RGGSFGYCFA |  | LAWVAFPLAL |
| VSGIIYIHLR |  | KRE        |  |            |  |            |  |            |

A: Аланін

C: Цистеїн

D: Аспарагінова кислота

E: Глутамінова кислота

F: Фенілаланін

G: Гліцин

H: Гістидин

I: Ізолейцин

K: Лізин

L: Лейцин

M: Метіонін

N: Аспарагін

P: Пролін

Q: Глутамін

R: Аргінін

S: Серин

T: Треонін

V: Валін

W: Триптофан

Локалізований у мембрані.